# Палаццо Фава
44°29′47″ пн. ш. 11°20′32″ сх. д. / 44.4963716° пн. ш. 11.3423527° сх. д.

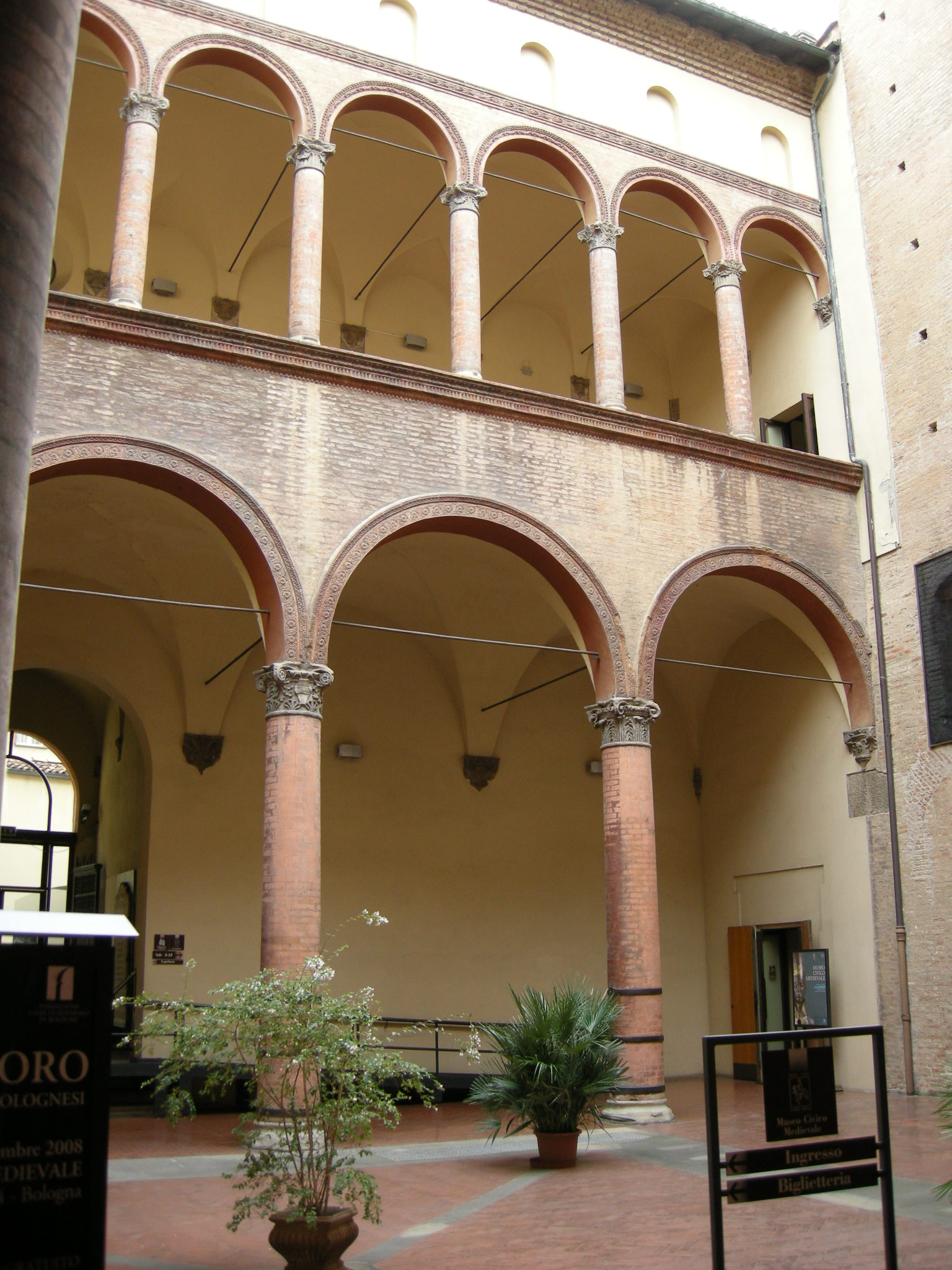
Палаццо Фава Гізльярді, внутрішній дворик.

Палаццо Фава, Болонья( італ. Palazzo Fava ) — історичний палац в місті Болонья. Нині — Палац виставок та Музей середньовіччя.

## Історія побутування палацу
Середньовічна кам'яна споруда перейшла 1546 року  у володіння роду Фава. Палац нині розташований на вулиці Манцоні в історичному центрі Болоньї. Розпочався процес перебудов і пристосування споруди під репрезентативні і житлові функції. Імена перших архітекторів залишились невідомими, серед відомих - архітектор Франческо Моранді, більш відомий як Террібілья (Terribilia).
Черговий володар Філіппо Фава запросив для декорування палацу трьох братів Каррачі, котрі створили фрески у декількох залах першого поверху. Були створені стінописи на сюжети «Енеїди» до 1584 року. Це була перша велика замова братів у їх художній кар'єрі. 
Фрески в «Залі Енея» датовані 1593 роком і були створені болонським художником Франческо Альбані (1578—1660 ), Франческо Чезі та його помічниками.
Палаццо Фава тісно пов'язаний із художнім життям Болоньї і у 18 столітті. Ще 1706 року багатий меценат і художник Ерколе Фава (1669 — 1744) посприяв болонським художником під керіництвом Джамп'єтро Дзанотті заснувати художню академію. Процес розтягся на декілька років. Для праці художників-студентів багатій і художник Ерколе Фава віддав під навчальні аудиторії декілька залів у палаці з 1710 року. Товариство звернулось до папи римського, котрий дозволив заснування академії і приєднав її до Болонського університету. 1711 року статут навчального закладу для художників затвердив новий папа римський  Климент XI, на часть якого вона отримала назву Академія Клементіна.
2005 року історичний палац Фава перейшов у володіння Fondazione Cassa di Risparmio in Bologna. Проведені ремонтні і реставраційні роботи. Палац використовується як Палац виставок, котрі влаштовує Fondazione Cassa di Risparmio із власних колекцій та колекцій інших міст.